# Warbound
Warbound est une équipe de super-héros appartenant à l'univers de Marvel Comics. Créée par le scénariste Greg Pak et le dessinateur Carlo Pagulayan, elle apparaît pour la première fois dans le comic book The Incredible Hulk vol.3 #94 (Planet Hulk: Exile) en juin 2006.

## Biographie du groupe

### Planète Hulk
Arrivant sur la planète Sakaar dans un état de faiblesse, Hulk fut réduit en esclavage par le peuple d'autochtones dominant la planète désertique. Il fut forcé de combattre dans les arènes en tant que Gladiateur.
Là, il rencontra d'autres esclaves comme lui et le groupe devint le Warbound. Ils s'échappèrent grâce à l'aide du Surfeur d'Argent et menèrent la rébellion contre le Roi Rouge, le dictateur du joug de Sakaar, et devinrent liés comme des frères.
Finalement, la cité impériale fut prise et le Roi Rouge fut tué. Hulk fut ensuite désigné roi, car Korg le voyait comme un étranger fédérateur de tous les peuples. Le titan vert épousa ensuite Caiera, une guerrière autrefois sous les ordres du Roi Rouge, qui tomba enceinte de lui.
Cependant, un incident se produisit : la navette qui avait amené Hulk sur Sakaar explosa dans un puissant souffle nucléaire, tuant des milliers de citadins et Caiera. Désirant se venger de l'Humanité, Hulk et ses frères d'armes, les Warbound, utilisèrent un vaisseau de pierre pour retourner sur Terre.

### World War Hulk
Les Warbound et leur petite armée arrivèrent sur Terre, en plein NYC. Ils s'emparèrent de la ville, provoquant le chaos et des combats avec des super-héros comptant repousser les envahisseurs. Les Warbound, honorables, firent évacuer la ville toutefois. 
Le groupe fut trahi par Miek, l'insectoide. Ce dernier savait que le vaisseau de Hulk abritait en secret des bombes placés par les fidèles du Roi Rouge. Il n'avait rien dit car il voulait que Hulk se rappelle qu'il était un tueur et non un sauveur. 
Les Warbound, apprenant cela, virent qu'ils s'étaient trompés sur leur ennemi, et ils se rendirent aux autorités de la Terre. Ils furent emprisonnés par le SHIELD mais s'échappèrent rapidement, grâce à la Chose.

### Aftersmash
Dans cette mini-série, le groupe à peine évadé fut capturé par le Leader qui utilisa les pouvoirs d'Hiroim pour activer un bouclier Gamma. Le groupe défendit une ville attaquée par des insectes irradiés et fut pris à partie par Horde, un gestalt radioactif. Une fois la menace éliminée, ils lancèrent une contre-attaque sur la base du Leader et ses robots sentinelles. Dans le combat, Hiroim se sacrifia pour arrêter le Leader. Avant de mourir, il transmit son pouvoir à Kate.

## Membres
- Caiera
- Hiroim
- Elloe Kaifi
- Korg
- Kate Waynesboro
- Lavin Skee
- Miek
- Arch-E-5912
- Mung
- Sans-nom (Brood)